# Jezioro Głębokie (powiat międzyrzecki)
Jezioro Głębokie – jezioro w województwie lubuskim, w powiecie międzyrzeckim, w gminie Międzyrzecz, ok. 5 km na północ od Międzyrzecza, zlokalizowane na obszarze Bruzdy Zbąszyńskiej i na terenie zlewni rzeki Obry. Jest to największe bezodpływowe jezioro w województwie lubuskim.

## Charakterystyka
Brzegi jeziora porastają głównie lasy iglaste. Północne i południowe brzegi są podmokłe i bagniste, wyższy brzeg wschodni zajęty jest zabudową rekreacyjną. Linia brzegowa zbiornika jest słabo rozwinięta. Dno jeziora jest mało urozmaicone, bardzo duża przeźroczystość wód, sprzyja występowaniu roślinności podwodnej. Głębokie nie posiada stałych dopływów ani odpływów. W przeszłości wody do jeziora doprowadzał niewielki ciek z północy, jednak wg. stanu z 1995 roku, od kilkunastu lat był suchy. Obok południowego brzegu akwenu znajduje się przystanek kolejowy Głębokie Międzyrzeckie (linia kolejowa nr 367 relacji Zbąszynek – Gorzów Wielkopolski). Od wschodu w niewielkiej odległości od jeziora przebiega droga ekspresowa S3.

## Hydronimia
Nazwa jeziora pojawia się w źródłach w 1321 roku, początkowo jako stagnum Glambek, a następnie Glabok (1390), Glamboke  (1418), Glembuch-see (1929), Tiefer See (1934). 17 września 1949 roku wprowadzono nazwę Głębokie. Obecnie państwowy rejestr nazw geograficznych jako nazwę jeziora również podaje Głębokie, podając jednocześnie nazwę oboczną Jezioro Głębokie.

## Morfometria
Według danych Instytutu Rybactwa Śródlądowego powierzchnia zwierciadła wody jeziora wynosi 124,9 ha, natomiast A. Choiński, poprzez planimetrowanie na mapach 1:50 000, określił wielkość jeziora na 112,5 ha. Jeziorna jednolita część wód powierzchniowych ma powierzchnię 115 ha.
Średnia głębokość zbiornika wodnego to 9,2 m, a maksymalna – 25,3 m. Objętość jeziora wynosi 11 530,4 tys. m³. Maksymalna długość jeziora to 2280 m, a szerokość 825 m. Długość linii brzegowej wynosi 5800 m.
Według Atlasu jezior Polski (red. J. Jańczak, 1996) lustro wody znajduje się na wysokości 50,4 m n.p.m., natomiast według numerycznego modelu terenu udostępnionego przez Geoportal lustro wody znajduje się na wysokości 49,3 m n.p.m.
Według Mapy Podziału Hydrograficznego Polski jezioro leży na terenie zlewni szóstego poziomu Zlewnia bezodpływowego jez. Głębokiego. Identyfikator MPHP to 1878930.  Zlewnia bezpośrednia jeziora jest niewielka i wynosi 5,7 km².

## Zagospodarowanie
W systemie gospodarki wodnej jezioro tworzy jednolitą część wód o kodzie PLLW10378. Gospodarkę rybacką prowadzi na jeziorze Polski Związek Wędkarski Okręg w Gorzowie Wielkopolskim. W jeziorze występują leszcze (Abramis brama), sielawy (Coregonus albula), sieje (Coregonus lavaretus), szczupaki (Esox lucius), płocie (Rutilus rutilus), liny (Tinca tinca), okonie (Perca fluviatilis), węgorze (Anguilla anguilla) oraz wzdręgi (Scardinius erythrophthalmus).
Jezioro pełni również funkcje rekreacyjne, na wschodnim brzegu znajduje się duży kompleks wypoczynkowy. Ulokowanych jest tu kilka ośrodków posiadających kąpieliska z pomostami, domki kempingowe, wypożyczalnia sprzętu wodnego i leśne pole biwakowe. Zabudowa rekreacyjna zajmuje około 15% linii brzegowej jeziora.

## Czystość wód i ochrona środowiska
W oparciu o badania przeprowadzone w 1993 i 1999 roku wody jeziora zaliczono do II klasy czystości. Od początku lat 80. jezioro nie przyjmuje ścieków z otaczających go ośrodków wczasowych, przed tą datą zanieczyszczanie jeziora w okresie letnim było normą i powodowało zamykanie kąpielisk z powodu skażenia bakteriologicznego. Badania Jeziora Głębokiego prowadzone do 2013 roku wskazywały, że akwen jest jednym z najczystszych jezior Pojezierza Lubuskiego. Wartości wskaźników biogennych oraz stężenia chlorofilu a nie przekraczały wartości dopuszczalnych określonych dla I klasy. Stwierdzono zarówno dobry stan chemiczny jak i biologiczny, na zbiorniku nie obserwowano zakwitów fitoplanktonu. Duża przeźroczystość wód sprawia, że jest ono atrakcyjne pod względem turystyczno-rekreacyjnym. Badania z 2018 roku zaliczyły wody jeziora do I klasy jakości, a przeźroczystość wynosiła 5,7 metra.
Najnowsze badania z 2021 roku określiły jakość wód jeziora na II klasę, wskaźnikiem który zadecydował o tej klasyfikacji był stan makrozoobentosu, podczas gdy stan fitoplanktonu, makrofitów, ichtiofauny oraz fitobentosu oceniono jako bardzo dobry. Przeźroczystość wody akwenu określono na 4,8 metra. Głębokie pod względem zawartości chlorofilu a było w tym roku najczystszym ze wszystkich badanych jezior w kraju. Pod względem chemicznym wody jeziora zostały sklasyfikowane poniżej stanu dobrego, wpływ na to miało przekroczenie wartości I klasy dla związków rtęci, difenyloeterów bromowanych oraz heptachloru.
Jezioro Głębokie jest umiarkowanie podatne na wpływy antropogeniczne, zaliczone zostało do II klasy podatności na degradację. Większość wskaźników pozytywnie wpływa na odporność jeziora przed degradacją, w szczególności wysoka głębokość średnia, położenie wśród lasów, minimalny procent wymiany wód w ciągu roku oraz niewielka powierzchnia zlewni bezpośredniej. Problemem jest jedynie zbyt duża długość linii brzegowej w stosunku do objętości jeziora oraz niska stratyfikacja termiczna jego wód.
Jezioro nie jest objęte żadną formą ochrony przyrody.

### Wysychanie jeziora
Od początku XXI wieku poziom wody w jeziorze obniżył się o ok. 120 cm. Przyczyny tego zjawiska nie są znane, według wstępnych ekspertyz wyschły dopływy zasilające akwen i prawdopodobnie nastąpiło przesiąkanie wody w kierunku zachodnim. Istnieje też hipoteza, że za obniżenie poziomu wody odpowiedzialne są studnie głębinowe należące do ośrodków wypoczynkowych położonych nad brzegiem Głębokiego. Ostatnią, najrzadziej wspominaną, hipotezą jest wersja o przerwaniu spływu wód z głównej zlewni jeziora na skutek budowy drogi ekspresowej S3 (E65) znajdującej się niedaleko wschodniego brzegu jeziora.
Jako środki zaradcze proponuje się doprowadzenie do jeziora wód Obry, bądź przy pomocy układu pompowego, bądź poprzez otaczające go mokradła. Alternatywnym rozwiązaniem byłoby doprowadzenie wody z ujęć głębinowych, czyli wykopanie zbiornika i powolne przesączanie się ich do jeziora, co wymagałoby jej napowietrzenia z uwagi na niskie nasycenie tlenem.

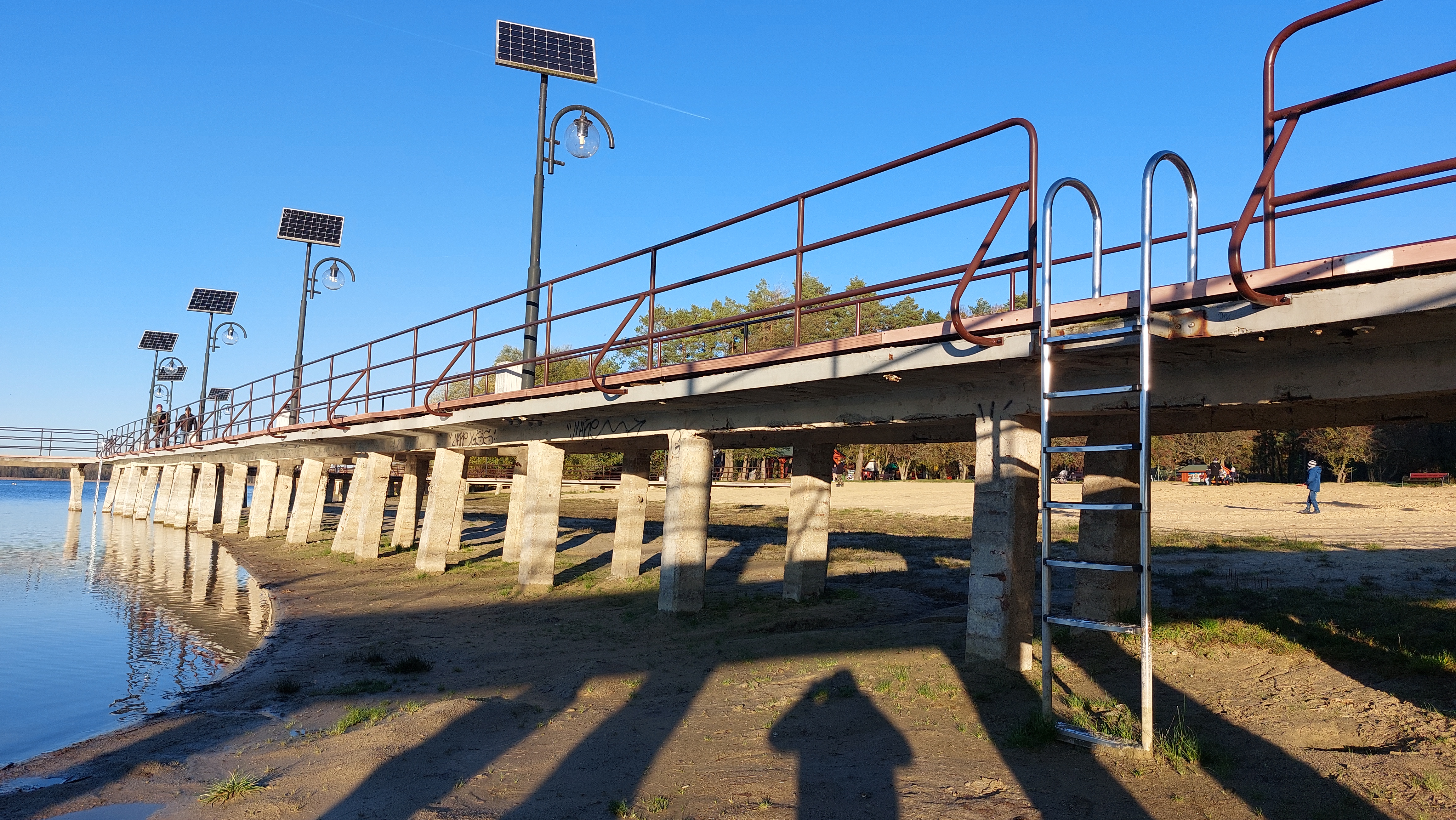
Poziom wody w jeziorze jesienią 2022 roku

## Historia
Akwen wzmiankowany był już w 1390 roku, gdy niejaki Wincenty z Chyciny z synami sprzedał za 300 grzywien opatowi i cystersom w Zemsku wsie Kalsko i Rojewo oraz pięć okolicznych jezior.
Jezioro Głębokie wraz z sąsiednim jeziorem Grążyk oraz okolicznymi lasami zostały wymienione 16 kwietnia 1485 roku w przywileju nadanym Międzyrzeczowi przez króla Kazimierza IV Jagiellończyka. Dzięki temu mieszkańcy miasta mogli „zgodnie ze starożytnym zwyczajem w jeziorach zwanych Strzeleckie (obecnie Głębokie) i Linye (Grążyk) z wolą dzierżawienia, podobnie i w rzece sieciami mają prawo ryby łowić”. Oba jeziora miały podobną powierzchnię i były bogate w ryby. Płytszy Grążyk obfitował w liny, karasie i płocie. W sąsiednim Głębokim najcenniejsza była sielawa.
W XVIII wieku toczył się długotrwały spór o oba jeziora i otaczające lasy pomiędzy Międzyrzeczem, a opatem klasztoru cysterskiego w Bledzewie. Zakon od dawna posiadał lasy i pola obok pobliskiego Kalska i wysuwał roszczenia do miejskich posiadłości. Gdy opat zażądał okazania przywileju królewskiego, rada miasta 10 października 1647 roku wysłała delegację z dokumentem do Bledzewa. Zakonnicy przyjęli rajców miejskich bardzo gościnnie i urządzili ucztę. Gdy pijani rajcy posnęli, skradziono im przywilej królewski i z pustymi rękoma musieli wracać do domu. Międzyrzecz na kilkadziesiąt lat stracił jeziora i okoliczne lasy, natomiast mieszkańcy długo narzekali, że panowie rada las z jeziorami przepili.